# Wohnhaus und Speicher Schleusenplatz 1

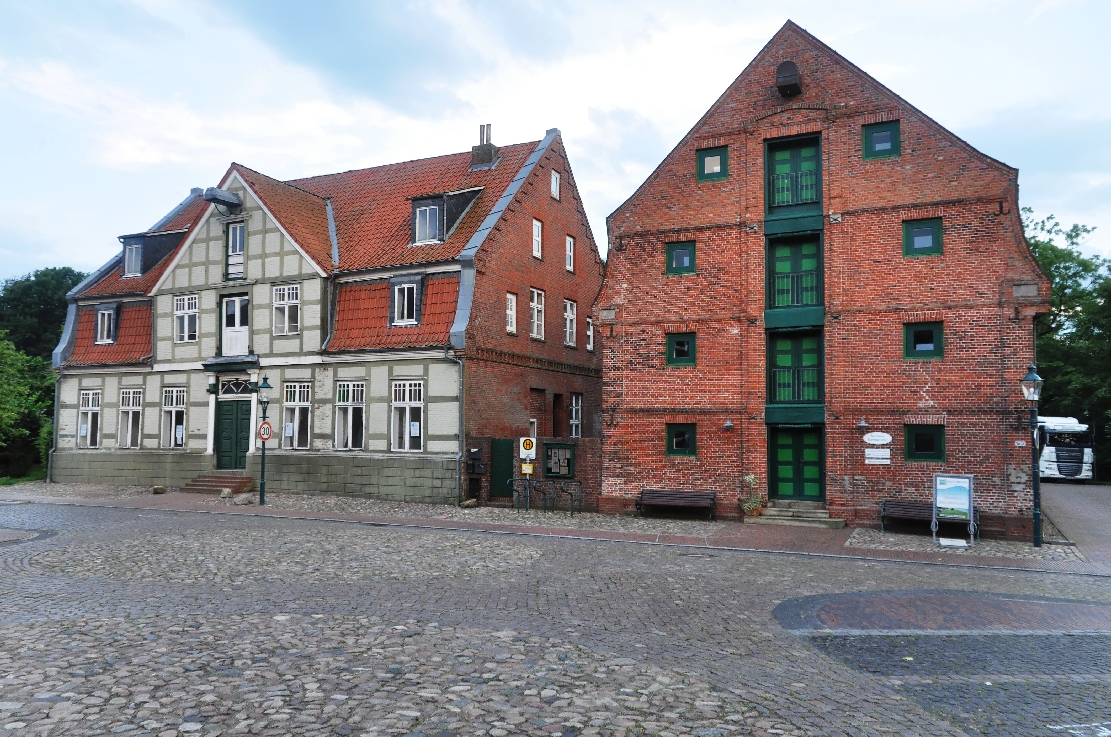
Wohnhaus und Speicher

Wohnhaus und Speicher Schleusenplatz 1 in der niedersächsischen Samtgemeinde Land Hadeln, Gemeinde Neuhaus, im Landkreis Cuxhaven, stammen aus dem 18. und 19. Jahrhundert. Aktuell (2024) werden sie als Wohnhaus, Heimatmuseum, für Veranstaltungen und gewerblich genutzt.
Die Gebäude stehen unter Denkmalschutz (siehe auch Liste der Baudenkmale in Neuhaus (Oste)).

## Geschichte und Beschreibung
Die Besiedelung des Ortes fand um 1000 nach Christus auf den Wurten rund um Aue, Oste und Elbe statt. In der Nähe zum Hafen an der Oste entstanden im Siedlungskern Handelshäuser und Speicher.
Das eingeschossige traufständige spätbarocke Gebäude in Fachwerk mit Steinausfachungen, massiven Backsteingiebeln und mit ziegelgedecktem Mansarddach stammt als Handelshof des Kaufmanns Heinsohn von um 1800. Straßenseitig ist ein mittiges Dachhaus in Fachwerk mit zwei Ladeluken und Kranbalken; darunter der Haupteingang, erreichbar über eine Freitreppe.

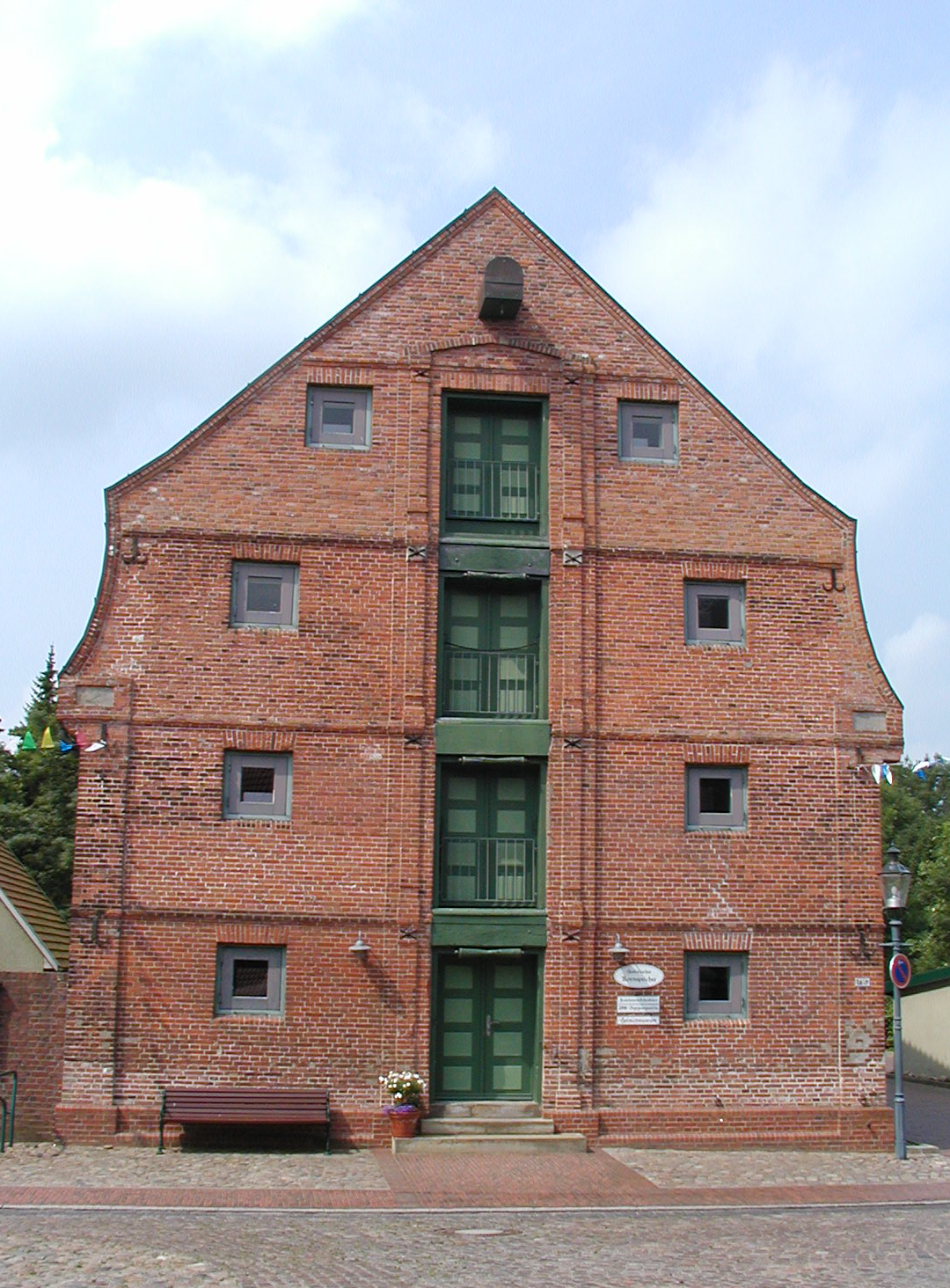
Speicher

Der zweigeschossige giebelständige Kornspeicher von 1726 in Backstein mit hohem ziegelgedeckten Mansarddach mit zwei weiteren Speichergeschossen ist auch denkmalgeschützt. Er wurde für den ehemaligen Handelshof gebaut. In der östlichen Straßenfassade ist der mittige Eingang, darüber drei Ladeluken.
Das Landesdenkmalamt befand u. a.: „ … geschichtliche und städtebauliche Bedeutung, insbesondere aufgrund des orts-, bau- und kunst- sowie wirtschaftsgeschichtlichen, gebäudetypischen, orts- und anlagenbildprägenden Zeugniswerts … .“
Am Schleusenplatz stehen weitere denkmalgeschützte Gebäude:  Apotheke Deichstraße 1, Gasthäuser (Nr. 2 + Nr. 3), Zollamt (Nr. 4) und weitere Wohnhäuser (Nr. 5 + Nr. 6).